# Mościska (Wysoka)
Mościska (deutsch 1772–1918, 1939–1945 Moschütz) ist ein Ort in der Landgemeinde Wysoka in der Woiwodschaft Großpolen in Polen. Er ist Sitz eines Schulzenamtes, zu dem auch Kostrzynek (Küstrinchen), ca. 3 km nördlich, gehört. 2011 lebten hier 291 Einwohner.
Mościska liegt sieben Kilometer westlich von Wysoka und 88 Kilometer nördlich von Poznań (Posen).

## Geschichte

### Vom Mittelalter bis zu den Teilungen Polens
Das Gebiet war anfänglich stark bewaldet. Erst in den 15, und 16, Jahrhunderten wurden die Wälder gerodet und neue Siedlungen angelegt. Die ältesten erhaltene Erwähnungen von Mosciska sind aus 1427 und 1429. Die Pfarrei wurde im Jahr 1479 gegründet. Er gehörte zu Großpolen und lag an der nördlichen Grenze zu Pommern/Pommerellen.

### In Preussen
Seit 1772 gehörte der Ort als Moschütz zur Provinz Posen im Königreich Preußen, seit 1816 im Kreis Wirsitz. Im 1773 hieß der alleinige Besitzer Lutomski.
Im 1854 übernahm die adelige Familie von Schmidt-Wierusz-Kowalski. Spätestens 1856 hieß der Besitzer Friedrich von Schmidt.
1880 hatte das Dorf 229 Einwohner. Wahrscheinlich wurde in dieser Zeit das Herrenhaus im französischen Neorenaissance-Stil erbaut.
Im 1882 hatte das Rittergut Moschütz, mit Küstrinchen, eine Gesamtfläche von 1320 ha, davon 809 ha Acker, 96ha Wiese und 68ha Weideland, ähnlich wie im 1872. Neu war eine Ziegelei. Als Spezialität galt: Züchtung von Schwyzer Rindvieh. Milchwirtschaft. Rindvieh- und Schweinemastung. Friedrich von Schmidt-Wierusz-Kowalski wohnte auf Küstrinchen.
1903 wurde eine Bahnstrecke nach Wirsitz eröffnet.

### Ab 1918
Seit 1919 gehörte der Ort wieder zu Polen.
Im 1922 verkaufte August von Schmidt die Güter Mościska und Kostrzynek an dem polnischen Graf Wacław Popiel. Popiel liees sich in Kostrzynek nieder und förderte die Besiedlung des Gebiets, unterhielt eine Schule, öffnete eine römisch-katholische Kapelle, leitete Waisenhäuser, Landwirtschafts und Verarbeitungsbetriebe und kümmerte sich um die Armen. In dieser Zeit wurden auch Landgewinnungen durchgeführt. 1939 wurde der Gutsbesitzer und Philanthrop Popiel von den deutschen Besatzungsbehörden verhaftet und in das Konzentrationslager Stutthof gebracht, wo er im 1940 starb.
Im 1945 wurde das Gut Moschütz Teil vom Staatlichen Landwirtschaftsbetrieb (PGR) in Wysoka. Ein separates Bürogebäude wurde gebaut.
1970 wurde die Kleinbahnstrecke nach Wirsitz endgültig stillgelegt.
Nach 1991 überging das Gut an der Agentur für landwirtschaftliches Eigentum des Staatsschatzes, die es an Privatpersonen weiterverkaufte. Das Gutsgebäude und der Gutspark verfielen. Auf dem Gelände wurde eine große Geflügelfarm angelegt.